# Округ Карол (Охајо)
Округ Карол (енгл. Carroll County) је округ у америчкој савезној држави Охајо.

## Демографија
По попису из 2010. године број становника је 28.836, што је 0 (0,0%) становника више него 2000. године.
| Група             | 2000.          | 2010.          |
| Белци             | 28.193 (97,8%) | 28.044 (97,3%) |
| Афроамериканци    | 155 (0,5%)     | 139 (0,5%)     |
| Азијати           | 33 (0,1%)      | 57 (0,2%)      |
| Хиспаноамериканци | 158 (0,5%)     | 238 (0,8%)     |
| Укупно            | 28.836         | 28.836         |